# Bernard de Montaut-Manse
Pour les articles homonymes, voir Manse et Montaut.
Bernard de Montaut-Manse, en provençal Bernat de Montaut-Manse, est un avocat français, poète et manadier, né le 10 septembre 1893 à Lunel-Viel (Hérault), mort le 7 janvier 1958 à Nîmes (Gard). Il fut une figure marquante du barreau de Nîmes.

## Biographie
Fils de l'avocat Maurice de Montaut, Bernard de Montaut-Manse est primé à 16 ans par l'Académie des jeux floraux .
Félibre de la langue provençale, il a laissé un recueil de poèmes en langue provençale « Li trelus auben, clarté d'aurore » publié en 1913 aux éditions Roumanille d'Avignon.
Bâtonnier de l'ordre des avocats de Nîmes de 1955 à 1957, président de l'Académie de Nîmes (1955), éleveur de taureaux camarguais, de taureaux de combat et de chevaux en Camargue, au mas de l'Amarée, aux Saintes-Maries-de-la-Mer (où il succéda au Marquis Folco de Baroncelli-Javon), ses plaidoiries dans « l'affaire Bobine » (empoisonneur de Vauvert), ou encore lors de la défense de l'incendiaire de l'opéra de Nîmes, accrurent sa renommée.
Ami de Frédéric Mistral et de Folco de Baroncelli-Javon, il est un ardent défenseur de la tauromachie, défiant l'autorité de l'état lors d'interdictions
Son talent d'orateur fut mis en évidence lors de la journée de défense des traditions taurines, la « Levée des tridents », le 17 novembre 1921 à Nîmes. À l'issue d'une grande manifestation à pied et à cheval, il prononce, trident au poing, un discours qui déclenche une « tempête d’applaudissements ».
Durant les années 1930, il appartient à la Société d'histoire et d'archéologie de Nîmes et du Gard.
Il réussit à faire débouter la SPDA de son action en justice contre les corridas à Nîmes lors d'une plaidoirie qui aboutit à un jugement en faveur de la corrida .
Le 10 et 11 juillet 1953 se tiennet le procès de Eva Closset, cantatrice qui incendia volontairement le Théâtre de Nîmes par vengeance à la suite du refus de l'admission de son fils, que Bernard de Montaut-Manse défendra.
Passionné de tauromachie, il a été président de la Confrérie des gardians de 1937 à 1958.

## Publications
- Li Trelus Auben, Clartés d'aurore, Avignon, J. Roumanille, 1913 (BNF 30968452)
- Préf. de Michel Pons, Mémoires d'un félibre ; Folklore d'un village latin, Paris, E. Figuière, 1931 (BNF 31133933)

### Sources et bibliographie
- « de Montaut-Manse (Bernard) », dans Ivan Gaussen (préf. André Chamson), Poètes et prosateurs du Gard en langue d'oc : depuis les troubadours jusqu'à nos jours, Paris, Les Belles Lettres, coll. « Amis de la langue d'oc », 1962 (BNF 33021783), p. 87-88.
- Jean Gallot, Le Beau métier d'avocat : éclats de mémoire, Paris, Odile Jacob, 1999, 260 p. (ISBN 2-7381-0750-8)
- Bartolomé Bennassar, Histoire de la tauromachie : une société du spectacle, Paris, Desjonqueres, 1993, 212 p. (ISBN 2-904227-73-3)
- Jean-Pierre Cabanes, « Bernard de Montaut-Manse ou Démosthène réincarné », dans Serge Velay (dir.), Visas pour le Gard : un siècle, un département, Vauvert, Au diable Vauvert, 2006 (ISBN 978-2-84626-101-2), p. 359-360.
- Discours de Bernard de Montaut-Manse  le 17 novembre 1921 à Nîmes
- Serge Velay, Michel Boissard et Catherine Bernié-Boissard, Petit dictionnaire des écrivains du Gard, Nîmes, Alcide, 2009, 255 p. (présentation en ligne), p. 171-172